# Эпнед
Эпне́д (фр. Épenède) — коммуна во Франции, находится в регионе Пуату — Шаранта. Департамент — Шаранта. Входит в состав кантона Рюэль-сюр-Тувр. Округ коммуны — Ангулем.
Код INSEE коммуны — 16128.
Коммуна расположена приблизительно в 340 км к юго-западу от Парижа, в 60 км южнее Пуатье, в 55 км к северо-востоку от Ангулема.

## Население
| Год  | Численность | Численность |
| ---- | ----------- | ----------- |
| 1968 | 323         | [ 6 ]       |
| 1975 | 269         | [ 6 ]       |
| 1982 | 256         | [ 6 ]       |
| 1990 | 242         | [ 6 ]       |
| 1999 | 209         | [ 6 ]       |
| 2006 | 210         | [ 6 ]       |
| 2011 | 218         | [ 6 ]       |
| 2013 | 221         |             |
| 2015 | 205         | [ 7 ]       |
| 2016 | 201         | [ 8 ]       |
| 2017 | 185         | [ 9 ]       |
| 2018 | 180         | [ 10 ]      |
| 2019 | 174         | [ 11 ]      |
| 2020 | 169         | [ 12 ]      |
| 2021 | 176         | [ 13 ]      |
| 2022 | 191         | [ 3 ]       |

## Экономика
В 2007 году среди 127 человек в трудоспособном возрасте (15—64 лет) 74 были экономически активными, 53 — неактивными (показатель активности — 58,3 %, в 1999 году было 62,2 %). Из 74 активных работали 64 человека (35 мужчин и 29 женщин), безработных было 10 (5 мужчин и 5 женщин). Среди 53 неактивных 5 человек были учениками или студентами, 25 — пенсионерами, 23 были неактивными по другим причинам.

## Достопримечательности
- Приходская церковь Сент-Илер (XII век). Колокольня была реконструирована в XIX веке. Исторический памятник с 1965 года[15]

## Фотогалерея
- Центральная улица
- Церковь Сент-Илер
- Мэрия